# Battle Cry of Freedom
"Battle Cry of Freedom" ("Grito de guerra da Liberdade"), também conhecido como "Rally 'Round the Flag", é uma canção escrita em 1862 pelo compositor americano George Frederick Root (1820–1895) durante a Guerra de Secessão. É uma música patriótica feita para enaltecer a União e o abolicionismo. A canção ficou tão popular que até foi adaptada por músicos simpatizantes da causa confederada.
Uma versão desta música foi usada na campanha de Lincoln-Johnson para as eleições presidenciais de 1864 (também foi usada em outras campanhas, como em 1880).
A canção foi extremamente popular, especialmente no norte dos Estados Unidos. Estima-se que mais de 700 000 cópias desta canção foram comercializadas.

## Refrão
Em inglês
The Union forever! Hurrah, boys, hurrah!
Down with the traitor, up with the star;
While we rally round the flag, boys, we rally once again,
Shouting the battle cry of freedom!
Em português
A União para sempre! Hurrah, rapazes, hurrah!
Abaixo o traidor, levante as estrelas;
Enquanto nós nos reunimos ao redor da bandeira, rapazes, nós nos reunimos novamente,
Berrando o grito de guerra da liberdade!